# Кейт Фокс
Кейт Фокс (англ. Kate Fox) — британський соціальний антрополог, співдиректор Дослідницького центру соціологічних проблем (SIRC). Авторка науково-популярних бестселерів, зокрема книжки «Спостерігаючи за англійцями», де дослідила англійський національний характер. У світі продано понад півмільйона екземплярів книжки.
Дружина відомого британського нейрохірурга Генрі Марша.

## Біографія
Народилася в родині відомого британського антрополога Робіна Фокса. У дитинстві жила у Великій Британії, США, Франції та Ірландії. Здобула ступінь бакалавра з антропології та філософії в Кембриджському університеті. 1989 року вона стала співдиректором MCM Research Ltd., і продовжує надавати консультаційні послуги. Сьогодні є співдиректором Центру досліджень соціальних проблем, що знаходиться в Оксфорді, Англія.
Авторка низки досліджень та публікації. Роботи Кейт Фокс включають дослідження, публікації, лекції з багатьох аспектів поведінки людей та суспільних відносин. Зараз працює над наступною книжкою, присвяченою нав'язливим ідеям 21-го століття, зокрема мобільним телефонам, соцмережам, онлайн-знайомствам, селебреті, комп'ютерним іграм тощо.

## Українські переклади
- Спостерігаючи за англійцями / Кейт Фокс ; пер. з англ. М. Госовської. — Львів : Видавництво Старого Лева, 2018. — 608 с.